# Maciej Faltyński
Maciej Faltyński (ur. 13 lipca 1973 w Gdyni) – polski piłkarz występujący na pozycji pomocnika.
Jest wychowankiem Arki Gdynia, następnie grał w Pogoni Szczecin, ponownie w Arce, a ostatnim klubem w którym występował był w sezonie 2001/2002 niemiecki SV 19 Straelen.
W I lidze zadebiutował jako zawodnik Pogoni Szczecin 5 marca 1995 w wyjazdowym meczu z Górnikiem w Zabrzu, przegranym 0-1.
W I lidze rozegrał 84 mecze (wszystkie w barwach Pogoni) i zdobył 1 gola w 63 min. meczu przeciwko Wiśle Kraków, 1 kwietnia 2000 (3-3).